# ناو إجوشي
ناو إجوشي (باليابانية: 江口 直生) (22 مارس 1992 في أوساكا في اليابان – )؛ هو لاعب كرة قدم ياباني سابق كان يلعب كلاعب وسط.

## وصلات خارجية
- ناو إجوشي على موقع رابطة كرة القدم اليابانية للمحترفين (اليابانية)
- ناو إجوشي على موقع Soccerway.com (الإنجليزية)
- ناو إجوشي على موقع عالم كرة القدم.نت (الإنجليزية)